# Moulin de Valdonne
Moulin de Valdonne une marque déposée de sirops et jus de fruit fondée dans les années 1980 à Peypin. Depuis 1993, la marque appartient à la société Teisseire France.
En 2005, la production est délocalisée depuis le site provençal de Peypin vers les sites de Crolles, près de Grenoble, et de Béziers pour les jus de fruits biologiques.